# Phare d'Alexandrie
Pour le roman, voir Gillian Bradshaw#Romans indépendants.
Le phare d'Alexandrie (du grec ancien ὁ Φάρος τῆς Ἀλεξανδρείας / ho Pháros tễs Alexandreías) était un phare situé à Alexandrie, sur l'île de Pharos, en Égypte. Il était considéré dans l'Antiquité comme la septième des Sept Merveilles du monde. Il a servi de guide aux marins pendant près de dix-sept siècles (du IIIe siècle av. J.-C. au XIVe siècle). Sa construction aurait débuté entre 299 et 289 avant notre ère (la date exacte est inconnue) et duré une quinzaine d'années. Les travaux ont commencé sous le règne de Ptolémée Ier mais il meurt avant la fin du chantier qui est achevé sous le règne de son fils Ptolémée II.

## Emplacement du phare d'Alexandrie

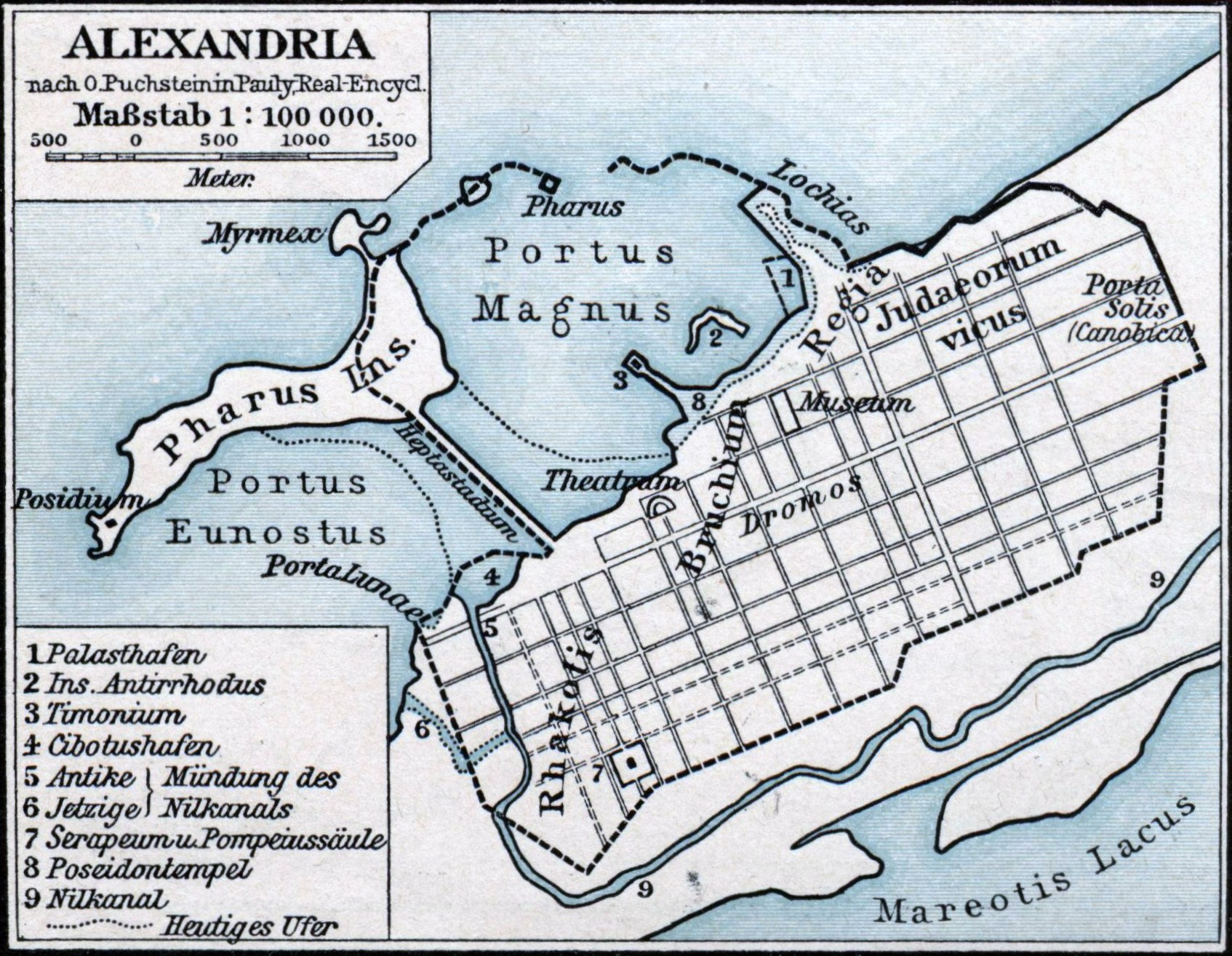
Carte d'Alexandrie au temps de l'Empire romain avec l'île de Pharos.

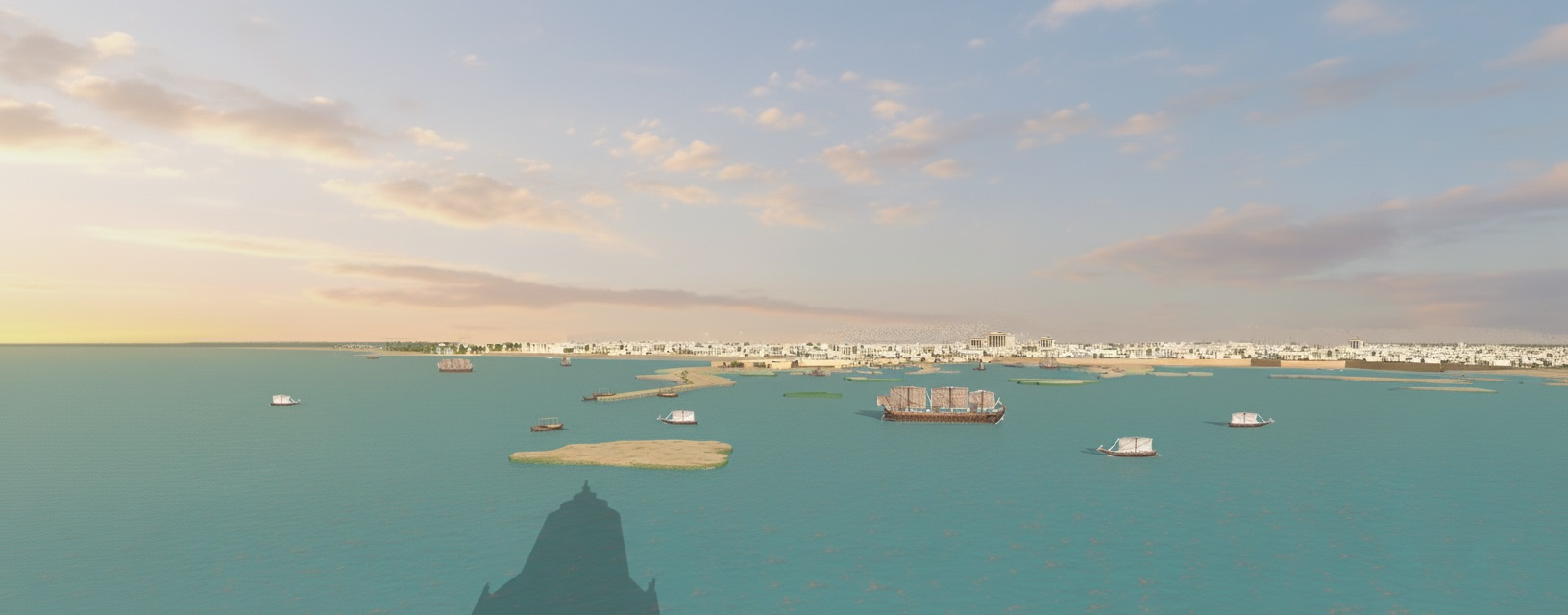
Restitution de la vue depuis le premier étage du phare d'Alexandrie sur l'entrée du grand port

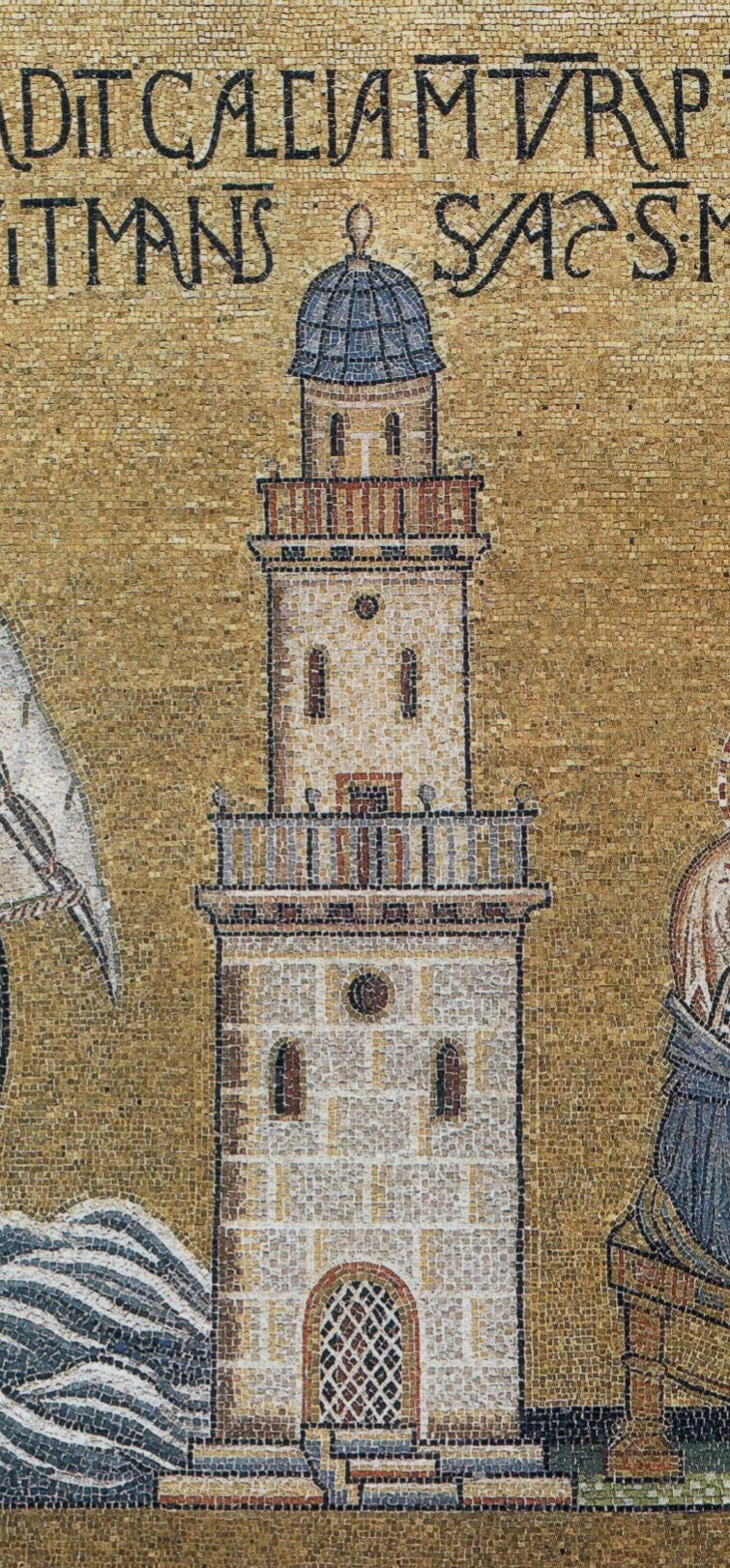
Phare d'Alexandrie Mosaïque Basilique Saint Marc (Venise, Italie) détail

Le site choisi pour la construction du phare est probablement la pointe de l'île de Pharos, ou plus certainement un îlot non loin. Il se trouvait ainsi tout près de l'emplacement de l'actuel fort Qait Bay qui date de la fin du XVe siècle et qui fut construit en partie avec des blocs antiques. Les nombreux tremblements de terre qui ont eu lieu dans la région entre le IVe siècle et le XIVe siècle ont peu à peu endommagé le célèbre monument qui a été presque entièrement détruit en 1303.
En effet, en 1349, Ibn Battûta, le célèbre voyageur marocain, raconte :

« Étant allé au Phare […] je constatai que son état de délabrement était tel qu'il n'était plus possible d'y entrer ni d'arriver à la porte y donnant accès. »

Ce qui demeurait encore du phare a dû s'effondrer lentement par la suite, puis glisser sous les flots. À la fin du XVe siècle, le sultan Al-Achrâf Sayf ad-Dîn Qait Bay, un des derniers souverains mamelouks Burjites de l'Égypte, ordonna la construction d'une citadelle sur ce qui restait de l'esplanade, afin de protéger la ville contre la menace de l'Empire ottoman.
On a longtemps pensé que la construction avait été dirigée par l'architecte Sostrate de Cnide dont le nom est donné par le géographe grec Strabon. Il cite une inscription en plomb insérée dans un mur du phare ainsi libellée :

« ΣΟΣΤΡΑΤΟΣ ΔΕΞΙΦΑΝΟΥ ΚΝΙΔΙΟΣ ΘΕΟΙΣ ΣΩΤΕΡΣΙΝ ΥΠΕΡ ΤΩΝ ΠΛΩΙΖΟΜΕΝΩΝ
Sôstratos fils de Dexiphanès de Cnide a dédié ce monument aux dieux sauveurs pour le salut des navigateurs »

Il semble néanmoins plutôt être le commanditaire des statues dont l'identité est discutée. On pensait au départ que les dieux sauveurs étaient en fait les Dioscures, Castor et Pollux, protecteurs des marins. Finalement, il semblerait que la dédicace s'adresse à Ptolémée Ier qui était connu comme Ptolémée Sôter (ce qui signifie « sauveur » en grec). Jean-Yves Empereur, quant à lui, se base sur une épigramme du poète du IIIe siècle, Posidippe, pour appuyer son hypothèse selon laquelle Sostrate aurait en fait dédié la statue qui surmontait le phare et non le phare lui-même. Il n'écarte pas de plus l'hypothèse que le véritable architecte du phare soit en fait Euclide lui-même (ou un de ses élèves), car le mathématicien vivait alors à Alexandrie.

## Rôle du phare
Le phare a été construit pour protéger les marins de la côte d'Alexandrie et également comme œuvre de propagande. La ville tout entière a été construite de façon démesurée et le phare devait en être le symbole. Le résultat fut tel que, depuis, le mot phare (du latin pharus, dérivé lui-même du nom de l'île de Pharos), est utilisé pour désigner communément ce type d'édifice. D'ailleurs, bien qu'il existât à Alexandrie d'autres bâtiments tout aussi célèbres que le phare (la grande bibliothèque, le tombeau d'Alexandre), il deviendra emblématique de la ville et l'est encore aujourd'hui. Le phare dominait la côte et permettait aux marins d'avoir un point de repère, la côte étant relativement plate.
On peut lire chez Strabon que le phare était construit en pierre blanche qui serait en fait un calcaire local (pierre blanche du Mex) qui a la particularité de durcir au contact de l'eau. On pense aussi que les parties les plus critiques du phare ont été réalisées en granit d'Assouan. D'ailleurs le fort Qait Bay, édifié sur l'emplacement du phare, a été construit selon le même procédé.

## Aspect et dimensions

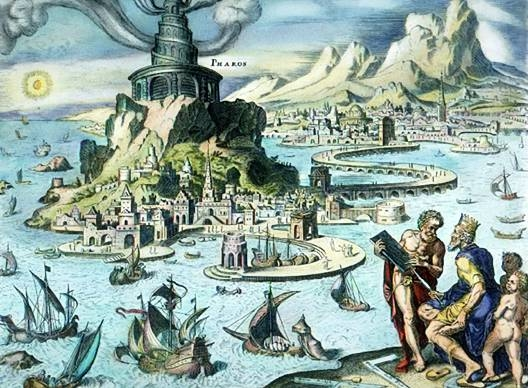
Vue artistique de Maarten van Heemskerck du phare d'Alexandrie s'élevant au-dessus de l'île de Pharos reliée à Alexandrie (dernier plan), par une chaussée.

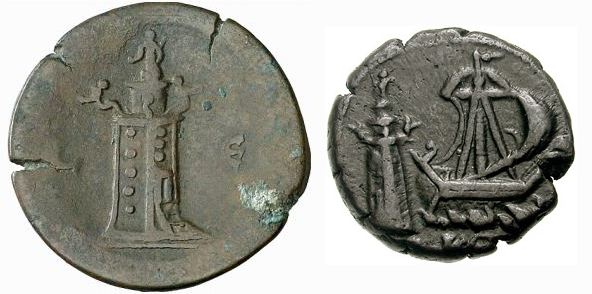
Le phare d'après deux monnaies émises à Alexandrie sous Antonin le Pieux et Commode.

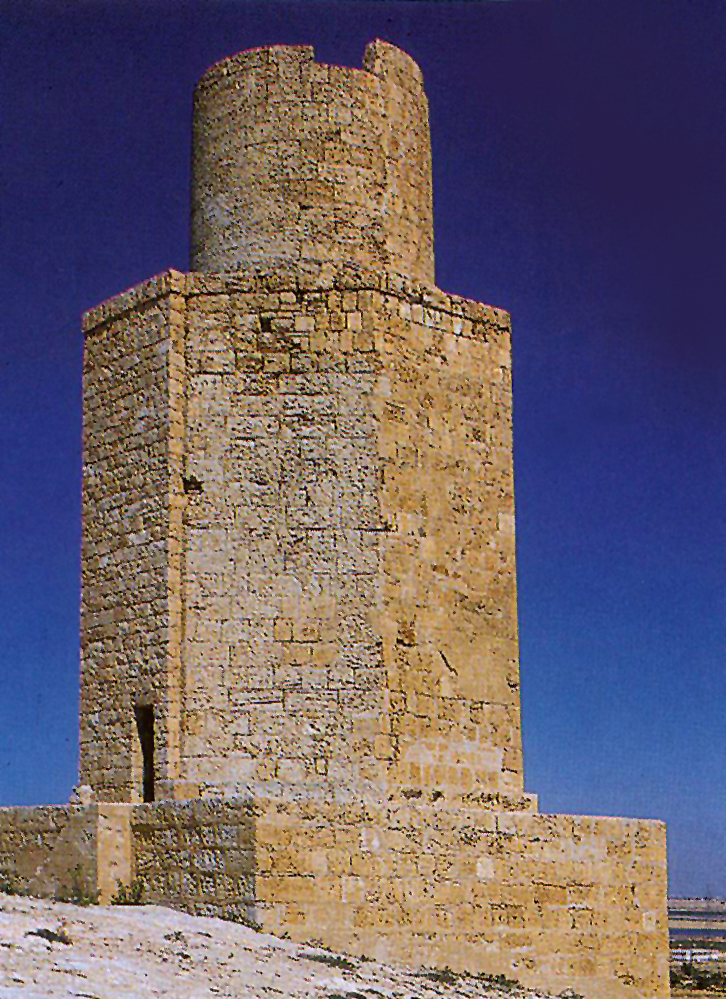
Le phare de Taposiris Magna, une réplique réduite du phare d'Alexandrie ornant une sépulture antique.

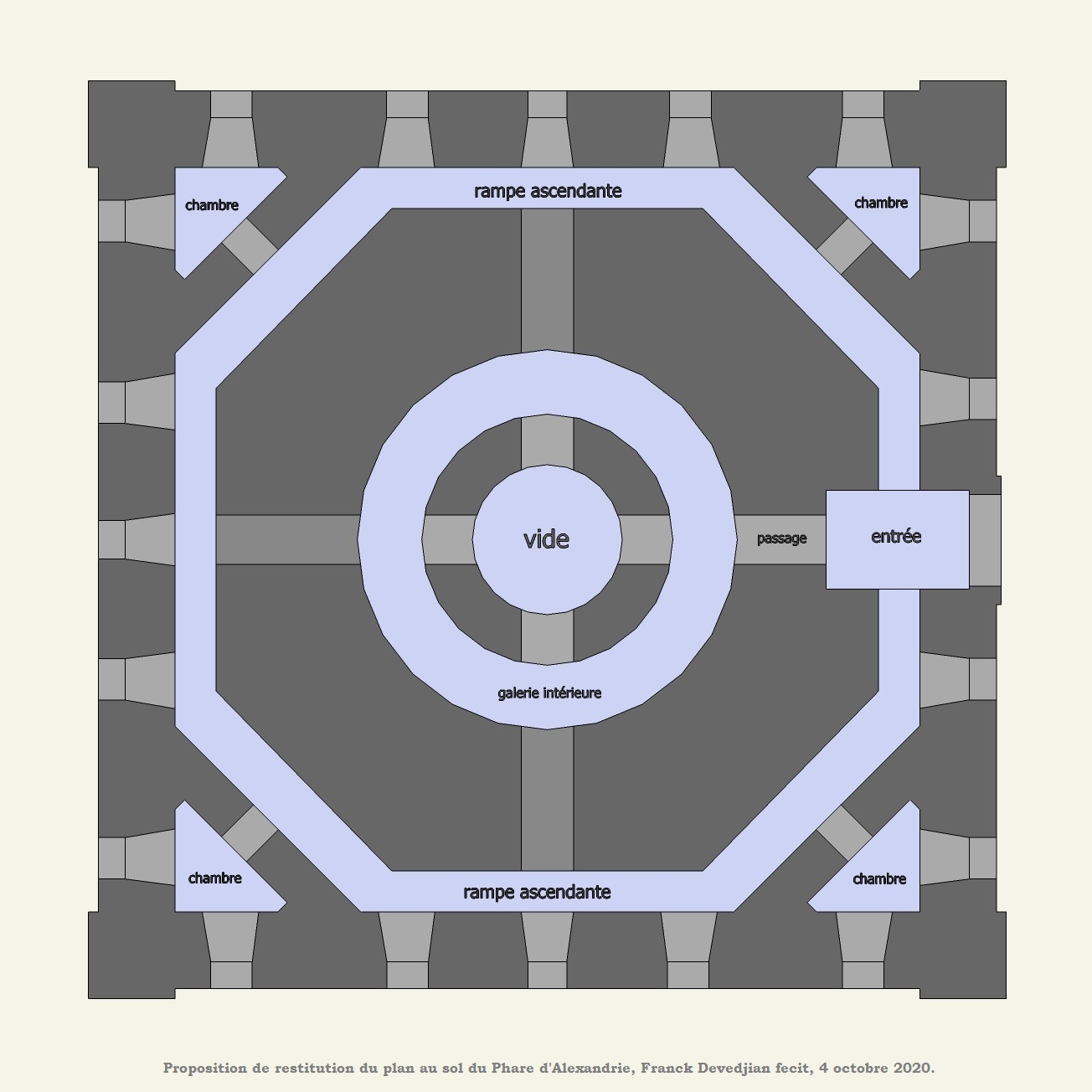
Proposition de restitution du plan au sol du phare d'Alexandrie

Jean-Yves Empereur a étudié des représentations du phare plus ou moins fidèles (documents figurés, mosaïques), mais aussi des sources écrites (Strabon, Plutarque, Abu Hamid Al-Andalusi, Ibn Battûta, etc.) et a réussi à en tirer un plan assez précis. Il a notamment étudié des pièces de monnaie frappées à Alexandrie entre le Ier siècle avant notre ère et le IIe siècle. Il s'est aussi appuyé sur une sépulture antique du -IIe siècle à Taposiris Magna (actuellement Abousir au bord du lac Mariout, à environ 40 km d'Alexandrie), au-dessus de laquelle le propriétaire avait fait réaliser une copie réduite du phare.
Il a déduit de ses travaux que le phare devait être un bâtiment à trois étages :
- une base carrée légèrement pyramidale,
- une colonne octogonale,
- une petite tour ronde distale[Note 3] surmontée d'une statue,

le tout pour une hauteur d'environ 135 m.
Son rayon de visibilité s'étendait sur environ 50 km.
La base devait mesurer environ 70 m de hauteur sur 30 m de côté. On y accédait par une rampe à arcades. Une cinquantaine de pièces servant d'habitation au personnel chargé de l'entretien du phare ou d'entrepôt de combustible étaient aménagées tout autour d'une rampe intérieure, ce qui explique les fenêtres asymétriques qui suivaient l'axe de la rampe, assez large pour livrer passage aux bêtes de somme chargées d'acheminer le combustible. Elle donnait accès à une sorte de terrasse munie d'une rambarde de 2,30 m de haut entourée de quatre tritons soufflant dans des cornes, un à chaque coin de la terrasse.
Le deuxième étage était de forme octogonale et mesurait 34 m de hauteur et 18,30 m de largeur. Il comportait un escalier intérieur qui menait au troisième étage. Celui-ci était circulaire et ne mesurait que 9 m de hauteur. Il contenait lui aussi un escalier de 18 marches.[réf. nécessaire]

### Statues du phare
Au sommet du phare se dressait une statue qui n'a pas encore pu être formellement identifiée ; en effet, il pourrait s'agir de Zeus, de Poséidon ou d'Hélios. Dans son poème, Posidippe nous dit qu'il s'agit de la statue de Zeus et ce fut probablement le cas pendant la première moitié du IIIe siècle avant notre ère. Une autre source semble aller dans le même sens : c'est une intaille en verre du Ier siècle qui montre le phare surmonté de Zeus qui tient dans la main gauche une lance et dans la main droite une sorte de coupelle. Sur cette représentation, le phare est entouré d'Isis Pharia et de Poséidon, divinités qui avaient chacune un temple sur l'île de Pharos. La statue de Zeus serait donc restée en place jusqu'à l'arrivée des Romains.
Il existe un gobelet en verre datant du IIe siècle et retrouvé à Begrâm en Afghanistan qui montre l'image d'un dieu tenant une rame dans la main gauche ce qui ferait de lui Poséidon. Ce même dieu est cité dans un texte du Ve siècle parlant d'une réparation du phare.
Finalement, une mosaïque datant de 539 montre le phare surmonté d'Hélios.
On pourrait penser que les trois statues se seraient succédé. On aurait eu tout d'abord la statue de Zeus, qui était vénéré sous la forme d'Ammon-Zeus et comme étant l'ancêtre des Ptolémées. À leur arrivée, les Romains auraient supprimé cette statue qui rappelait trop les Lagides et remplacé par une statue de Poséidon, dont la fonction convenait parfaitement au rôle du phare, c'est-à-dire de protéger les navigateurs. Il aurait pu être ensuite remplacé par Hélios, qui à la fin de l'Antiquité était une divinité courante. Il existe un édit promulgué en 391 par Théodose Ier, empereur romain qui a fait du christianisme la religion d'État. En effet, cet édit visait à abolir les cultes païens sur le territoire romain dont faisait partie l'Égypte. On sait qu'il a été suivi à Alexandrie de manière assez consciencieuse, dans la mesure où c'est à la suite de cet édit qu'a été détruit le temple de Sarapis, par exemple. De plus, il semblerait plus logique qu'après la christianisation de Rome, ce soit une statue de saint Marc, patron de la ville ou plus simplement du Christ qui ait couronné le phare. Cependant, ce dont on est sûr, c'est qu'au IXe siècle, une mosquée a été installée au sommet de la tour par Ahmad Ibn Touloun.
On a retrouvé immergées au pied du fort Qait Bay deux statues colossales : la première est celle d'un Ptolémée en pharaon et la deuxième, une statue d'Isis. Ces statues devaient être posées devant le phare pour être vues des navigateurs entrant dans le port. On ne sait pas avec certitude quel Ptolémée est représenté, mais on suppose qu'il s'agit de Ptolémée II et que la statue d'Isis est en fait son épouse Arsinoé II que le pharaon avait divinisée après sa mort.

## Explorations sous-marines

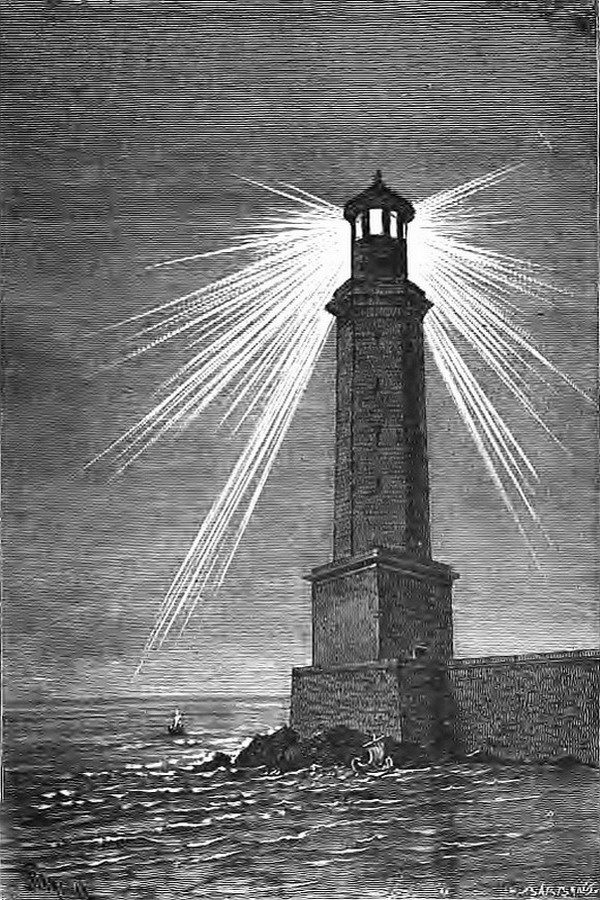
Le phare d'Alexandrie, selon une gravure de 1880.

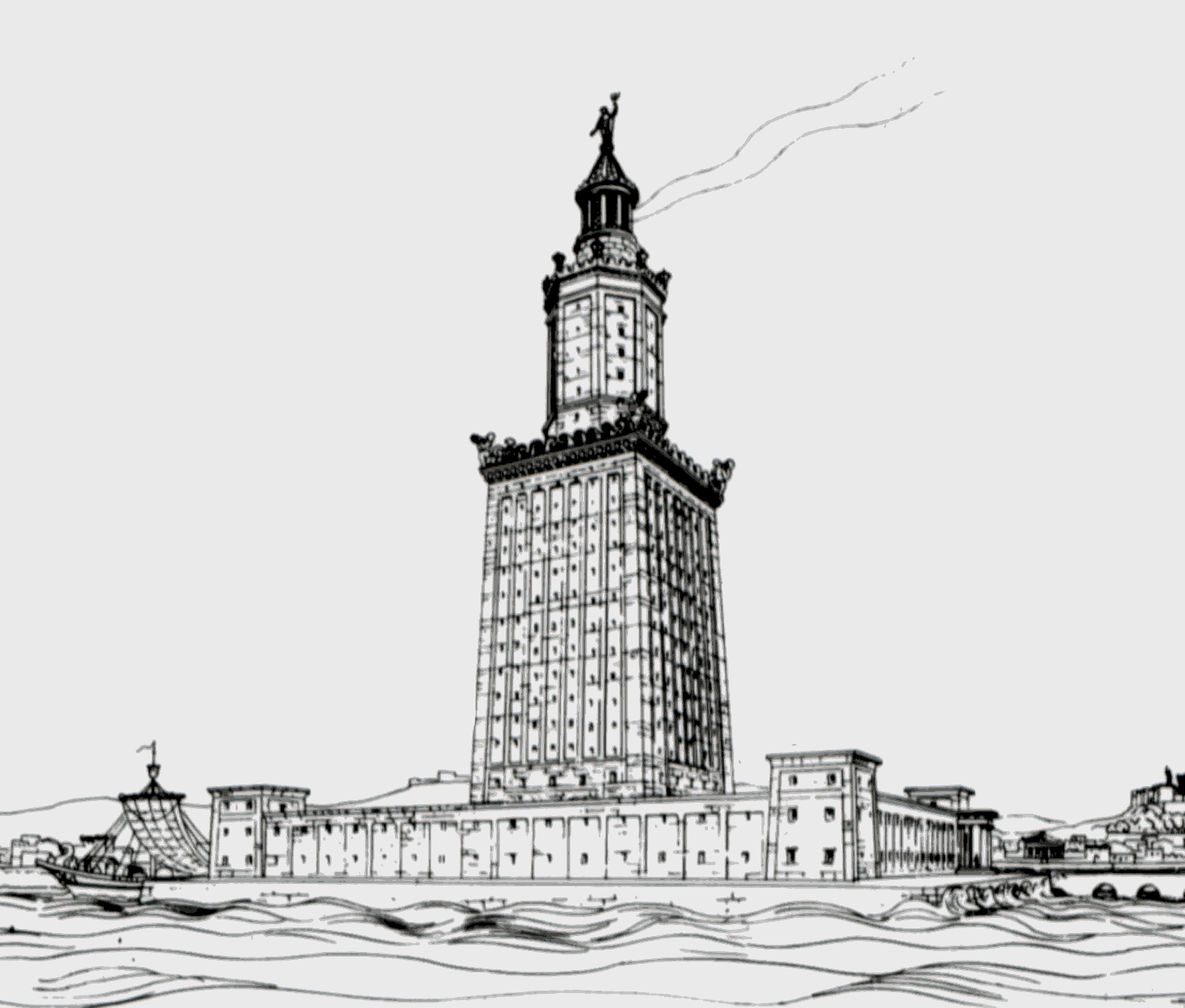
Dessin de l'archéologue Hermann Thiersch (1909).

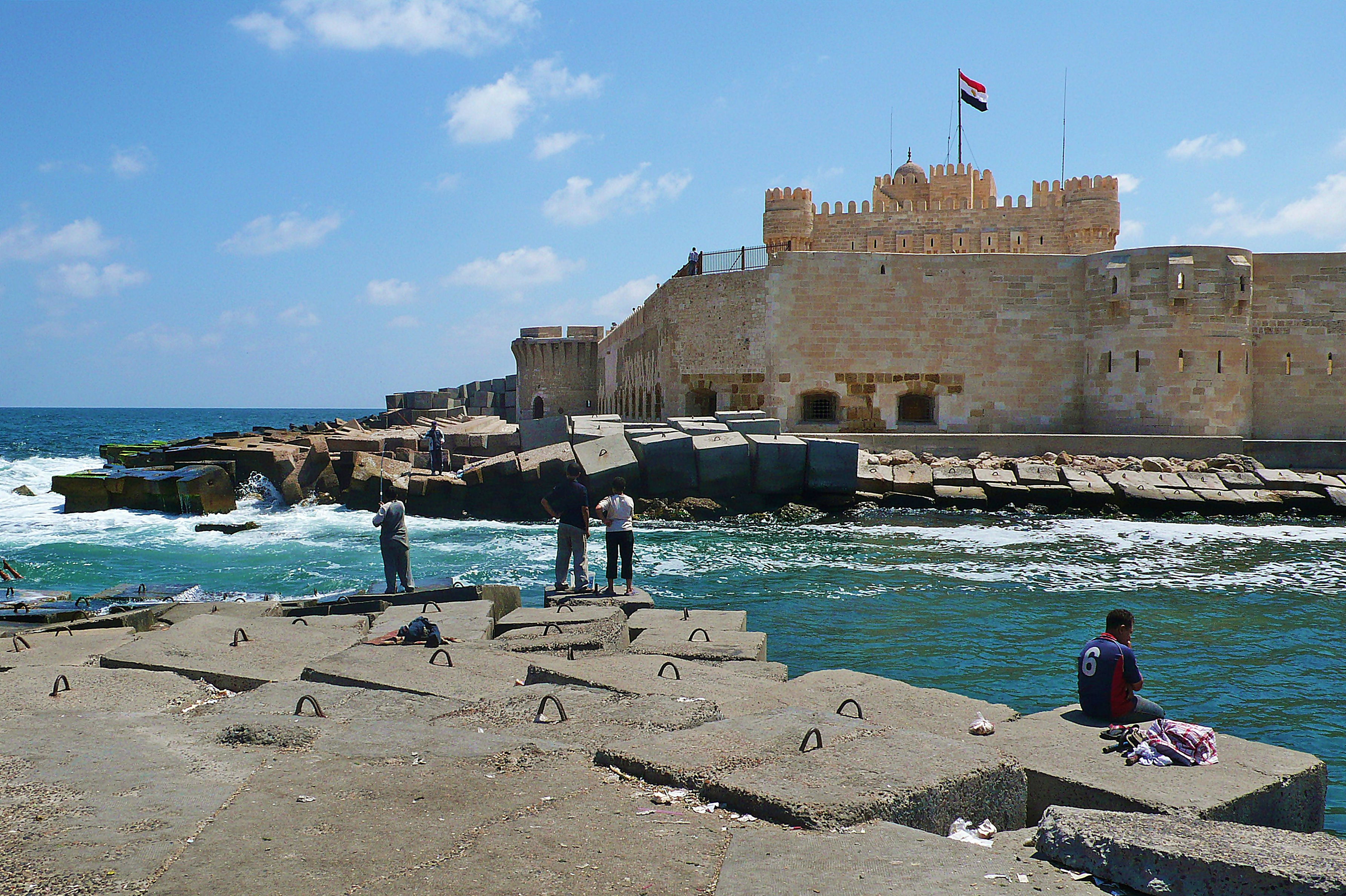
Fort Qait Bay.

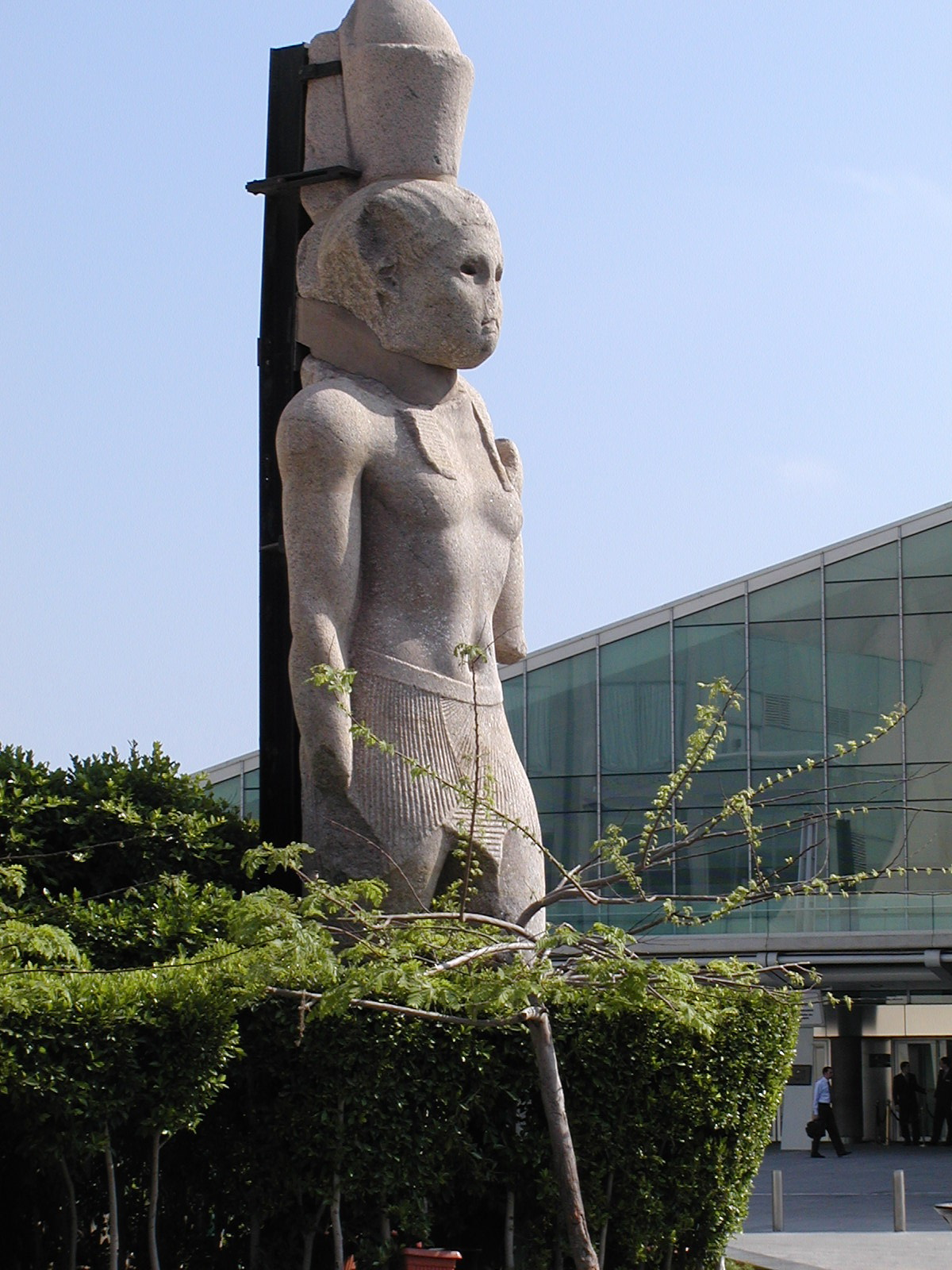
Statue de Ptolémée II érigée à l'origine à la porte du phare d'Alexandrie, récupérée des eaux par le Centre d'études alexandrines et désormais devant la Bibliotheca Alexandrina.

Les fouilles archéologiques sur le site du fort Qait Bay ne sont devenues systématiques que depuis la seconde moitié du XXe siècle. En effet, si la présence de blocs sous-marins était connue depuis le XVIIIe siècle, ces blocs n'ont pas été étudiés avant les années 1960 et l'image plus ou moins réaliste que l'on avait du phare avant cette date était le plus souvent basée sur les textes antiques tout autant que sur des légendes.
La première étude vraiment sérieuse du phare (et non du site) est celle réalisée par Hermann Thiersch au début du XXe siècle et qui a été soutenue par le musée gréco-romain. Il recensa toutes les sources existantes jusqu'alors pour arriver à une description assez fidèle du phare à différentes époques. Pour Thiersch, les assises du phare se trouvaient encore dans le donjon du fort Qaitbay. En 1909, il estime la hauteur du phare à 135 mètres de haut. Vers 1916, un ingénieur français du nom de Jondet réalisa des sondages et confirma cette hypothèse. Mais le fort, qui était une construction militaire, était interdit d'accès et il a fallu attendre le début des explorations sous-marines pour pouvoir vraiment étudier les vestiges du phare.
Ces explorations ont commencé au début des années 1960 grâce à un plongeur et archéologue amateur alexandrin, Kamel Abul Saadat, qui a été le premier à explorer l'entrée du port et à attirer l'attention sur les blocs qui s'y trouvaient. En 1962, il convainc la marine égyptienne de renflouer une statue colossale d'Isis et en 1968, l'Unesco envoie sur place l'archéologue écossaise Honor Frost avec qui Kamel Abul Saadat établit le plan des fonds sous-marins. En 1975, elle publiera le premier article scientifique sur le site antique dans l'International Journal of Nautical Archeology.
À la suite de l'immersion malencontreuse de gros blocs de béton au pied du phare, le service des antiquités a sollicité le Centre d'études alexandrines (CEAlex), créé par Jean-Yves Empereur, et son équipe de plongeurs pour étudier les fonds entourant le fort Qait Bay. Les fouilles archéologiques sous-marines menées par Jean-Yves Empereur, entre 1994 et 1996, ont réduit la taille de l'édifice, par rapport à la représentation d’Hermann Thiersch, à 110 mètres de haut, et ont supprimé la muraille qui l'entoure. Depuis 1994, plus de 3 000 blocs, dont plus des deux tiers sont des blocs architecturaux, ont été recensés. Pour cela, des dizaines de blocs ont été remontés à la surface grâce à des ballons mais c'est un travail difficile et cela explique la lenteur des travaux dans la zone. Le CEAlex a tout de même réussi à cartographier complètement le site, et il ne reste plus aujourd'hui qu'à étudier les blocs.
Beaucoup de fragments de colonnes ont été retrouvés mais leurs bases et les chapiteaux sont en revanche plus rares. En effet, ils ont souvent été réutilisés dans des constructions plus tardives (mosquées, citernes). On a retrouvé aussi une demi-douzaine de colonnes importées à Alexandrie et portant le cartouche de Ramsès II, vingt-huit sphinx datés de différents règnes (Sésostris II, Psammétique II) et des obélisques signés Séthi Ier.
Mais il s'agissait évidemment de prouver que ces blocs provenaient effectivement du phare. On a retrouvé des encadrements de porte, par exemple en granite d'Assouan, particulièrement massifs : 11,5 mètres de haut pour un poids de plus de soixante-dix tonnes. On imagine donc assez difficilement que ces blocs aient pu être déplacés aisément sur de très longues distances. Et ils ont été trouvés au pied du fort Qait Bay. Quand on compare ces données avec les sources antiques qui indiquent que le phare se trouvait sur le site du fort et qu'il a été détruit par les tremblements de terre, on peut supposer que ces encadrements de porte proviennent du phare. De plus, une source du XIIe siècle nous révèle que les pièces du phare étaient scellées les unes aux autres par du plomb fondu et lors des fouilles on a retrouvé des blocs où étaient fixées des broches de plomb, métal qui d'ailleurs se trouve en grande quantité dans la zone entourant le fort. Un chercheur du CEAlex, Mourad El Amoury, a mené des études sur les modes d'assemblage entre les cavités de scellement présentes sur les éléments architecturaux et les plombs de scellement retrouvés lors des fouilles, confirmant cette technique de scellement utilisée lors de la construction du phare.
L'emplacement du phare avait toutefois été mis en doute par Jean Yoyotte qui, dans ses commentaires du Voyage en Égypte de Strabon, trouvait cette théorie « discutable ». Il s'appuie pour cela sur les blocs de pierre retrouvés au pied du fort Qait Bay dont la disposition sur le site ne correspondrait pas, selon lui, à l'ordre qui aurait dû être observé à la suite d'un effondrement. Pour Yoyotte, il ne faudrait donc pas négliger l'hypothèse selon laquelle il pourrait s'agir en fait de récifs artificiels construits pour protéger la côte des bateaux ennemis. Cependant, cette hypothèse est réfutée par les résultats des fouilles réalisées.
L'UNESCO envisage d'inscrire le site des vestiges du phare d'Alexandrie sur la liste du patrimoine mondial.
Les autorités égyptiennes cherchent, en collaboration avec le secrétariat de la Convention sur la protection du patrimoine culturel subaquatique de l'UNESCO, comment mettre en valeur ce patrimoine culturel. L'option d'un musée sous-marin permettant aux visiteurs du monde entier de découvrir les vestiges sans risque de dégradations et aux scientifiques de l'étudier, est préférée ; une étude de faisabilité a commencé en 2009.

## Pharos dans la culture

Représentation stylisée du phare.

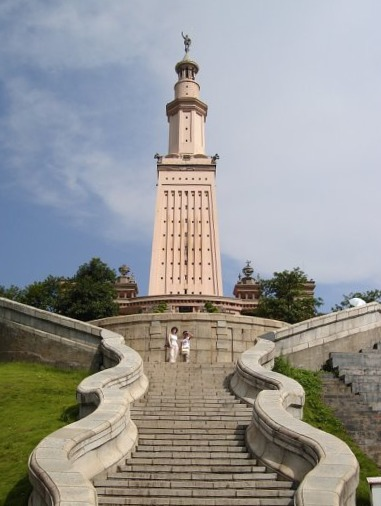
Réplique du phare construite en 2005 dans le parc de Window of the World à Changsha.

Le phare reste un symbole de la ville d'Alexandrie et du gouvernorat d'Alexandrie. Une représentation stylisée du phare apparaît sur le drapeau et l'emblème du gouvernorat ainsi que de nombreux services publics de la ville, notamment l'emblème de l'université d'Alexandrie.

### En architecture

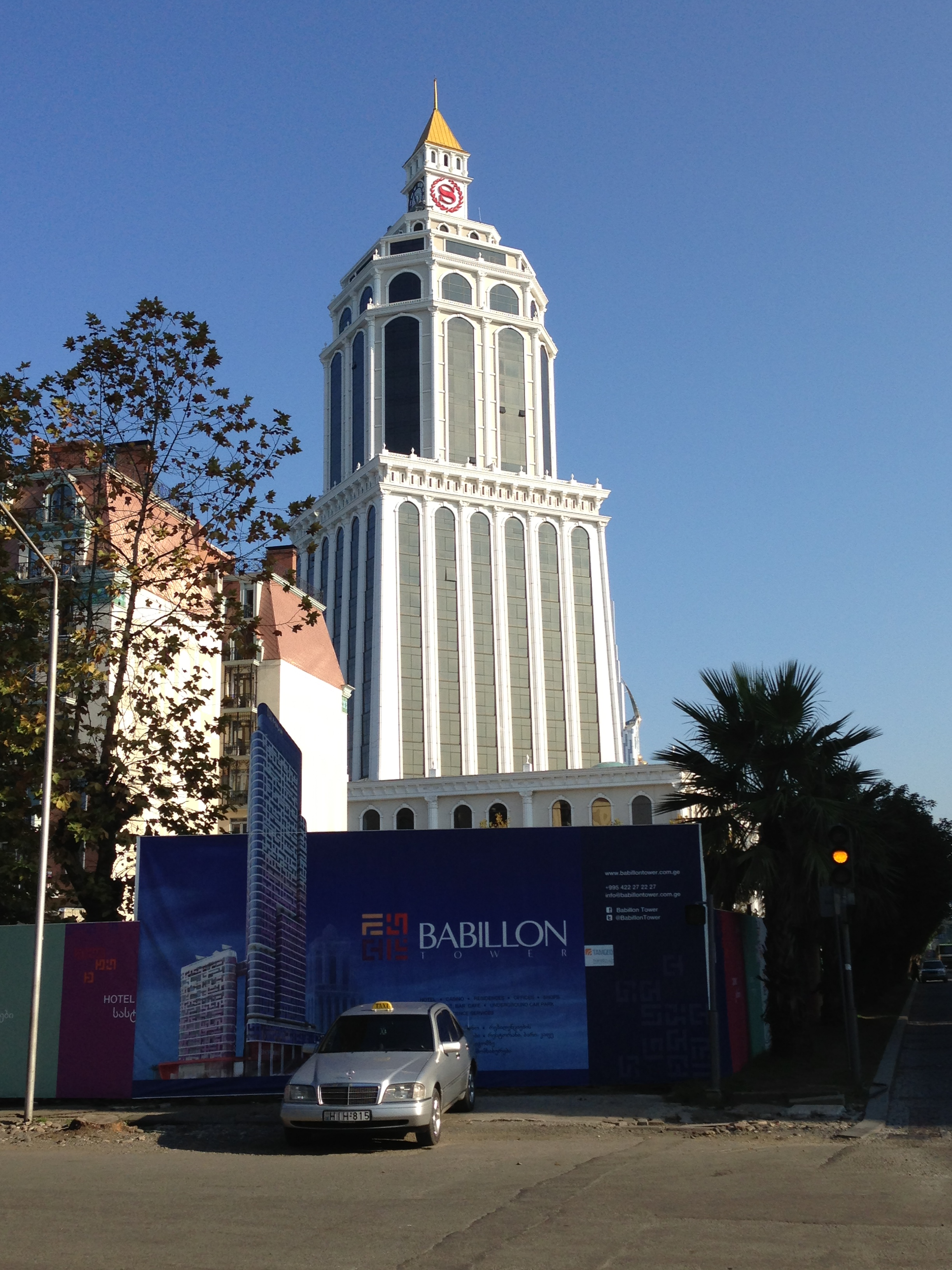
Le Sheraton Batoumi à Batoumi en Géorgie, inspiré du phare d'Alexandrie

Un tombeau antique bien conservé dans la ville d'Abousir est considéré comme un modèle à l'échelle réduite du phare d'Alexandrie : remontant au règne de Ptolémée II, il se compose d'une tour de trois étages, d'environ 20 m en hauteur, avec une base carrée, une section médiane octogonale et une partie supérieure cylindrique.
- La conception de minarets sur trois étages dans de nombreuses mosquées égyptienne au début de l'islam a été influencée par le phare d'Alexandrie[Réf. 4].
- Une réplique du phare d'Alexandrie a été construite dans le parc Window of the World, à Shenzhen en Chine.
- Un gratte-ciel ressemblant au phare d'Alexandrie, le Sheraton Batoumi a été achevé en 2010 à Batoumi en Géorgie.

### Dans les films
Une représentation du phare en images de synthèse apparaît dans les films Astérix et Obélix : Mission Cléopâtre, Alexandre et Agora.

### Dans les documentaires
Une reconstitution en images de synthèses est proposée dans le documentaire Les 7 Merveilles du Monde, chefs-d’œuvre de l'Antiquité, 2019 de Tom Ranson.
L'ingénieur universitaire et enseignant chercheur Adel Abdelnaby, spécialisé dans les structures et leur résistance aux séismes, a réalisé des tests de résistance aux secousses sismiques sur un assemblage de blocs de granits par des chevilles et du mortier de plomb fondu, tel que les chercheurs et archéologues imaginent la construction du phare. Le test a montré une résistance jusqu'à une magnitude de 8.

### Dans les jeux vidéo
Le phare fait partie des merveilles constructibles dans la série des Civilization (1991-2019) ainsi que dans le jeu Empire Earth: The Art of Conquest (2002). C'est aussi un bâtiment de surveillance pour la civilisation égyptienne dans le jeu Age of Mythology (2002). Il fait partie des monuments présents dans Assassin's Creed Origins (2017), mais sa représentation s’inspire de la représentation d'Hermann Thiersch, et ne prend pas en compte les derniers résultats de la recherche archéologique et historique. Il se trouve également dans le jeu Rome: Total War.

### Dans les jeux de société
Le Phare d'Alexandrie fait partie des sept Merveilles que le joueur peut construire dans le jeu 7 Wonders d'Antoine Bauza (chez Repos Production). Le joueur qui obtient la merveille Alexandrie produit dès le début du jeu du Verre et, en construisant les étapes de sa Merveille, le joueur, en plus d'obtenir des points de victoire, produit automatiquement de nouvelles ressources. 

### Dans les organisations
L'Observatoire Pharos, créé en 2012 et qui a choisi pour nom l'île de Pharos d'où brillait le phare de la multiconfessionnelle Alexandrie, est une structure professionnelle d’information au service du pluralisme des cultures et des religions.